# Heptapterus multiradiatus
Heptapterus multiradiatus är en fiskart som beskrevs av Ihering, 1907. Heptapterus multiradiatus ingår i släktet Heptapterus och familjen Heptapteridae. Inga underarter finns listade i Catalogue of Life.